# Tasiocera eriopteroides
Tasiocera eriopteroides är en tvåvingeart som först beskrevs av Alexander 1921.  Tasiocera eriopteroides ingår i släktet Tasiocera och familjen småharkrankar. Inga underarter finns listade i Catalogue of Life.